# Lac Ontario
Pour la région de Titan, satellite naturel de Saturne, voir Ontario Lacus. Pour les autres significations, voir Ontario (homonymie).
Le lac Ontario est le plus oriental et le plus petit des cinq Grands Lacs d'Amérique du Nord. Il s'étend sur 18 529 km2, ce qui le place au 14e rang dans le monde.

## Géographie
Il reçoit les eaux du lac Érié par la rivière Niagara et les chutes du Niagara. Son émissaire est le fleuve Saint-Laurent.
Il est situé à la frontière entre les États-Unis (État de New York) et le Canada (province de l'Ontario) dont la région dite du fer à cheval doré avec la métropole de Toronto pour laquelle il sert de pompe à chaleur notamment l'été pour assurer la climatisation de ses immeubles de bureaux et celle des habitants.

## Histoire
Étienne Brûlé fut le premier Européen à voir ce lac lors de son voyage en 1615.

## Toponymie

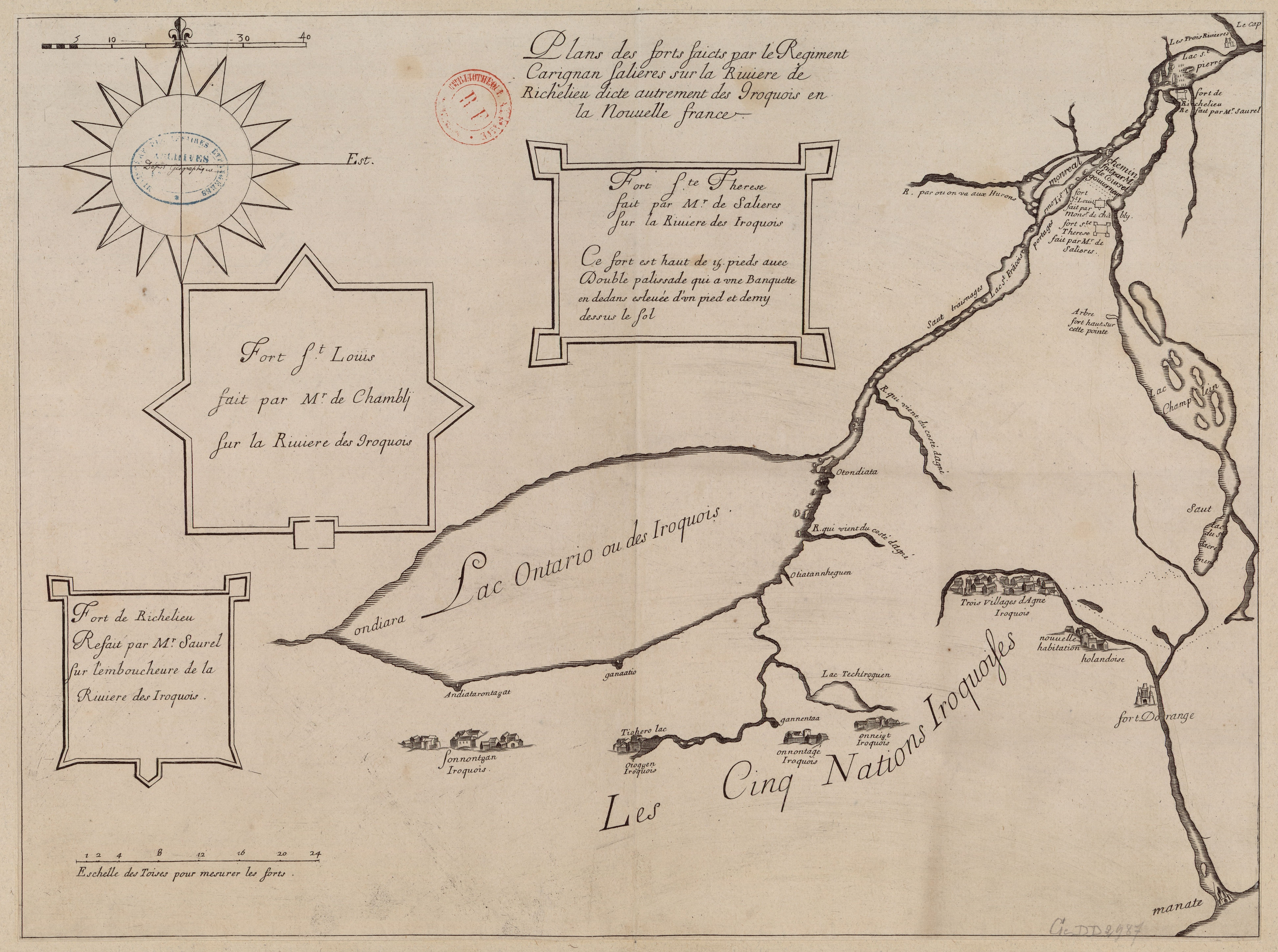
Sur ce Plans des forts faicts par le régiment Carignan Salières sur la rivière de Richelieu dicte autrement des Iroquois en la Nouvelle France, le Lac Ontario est aussi identifié comme des Iroquois.

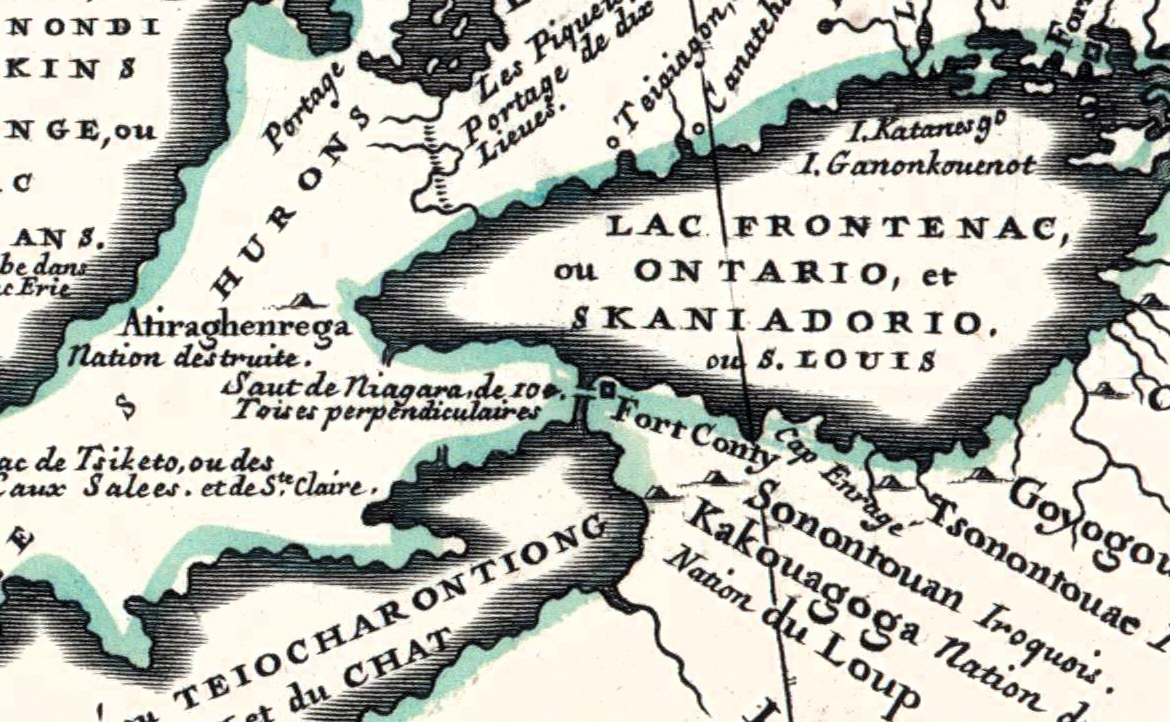
Partie occidentale du Canada ou de la Nouvelle France ou sont les Nations des Ilinois, Coronelli, 1688 (détail lac Ontario ou Skaniadorio). Skaniadorio veut dire Fort beau lac.

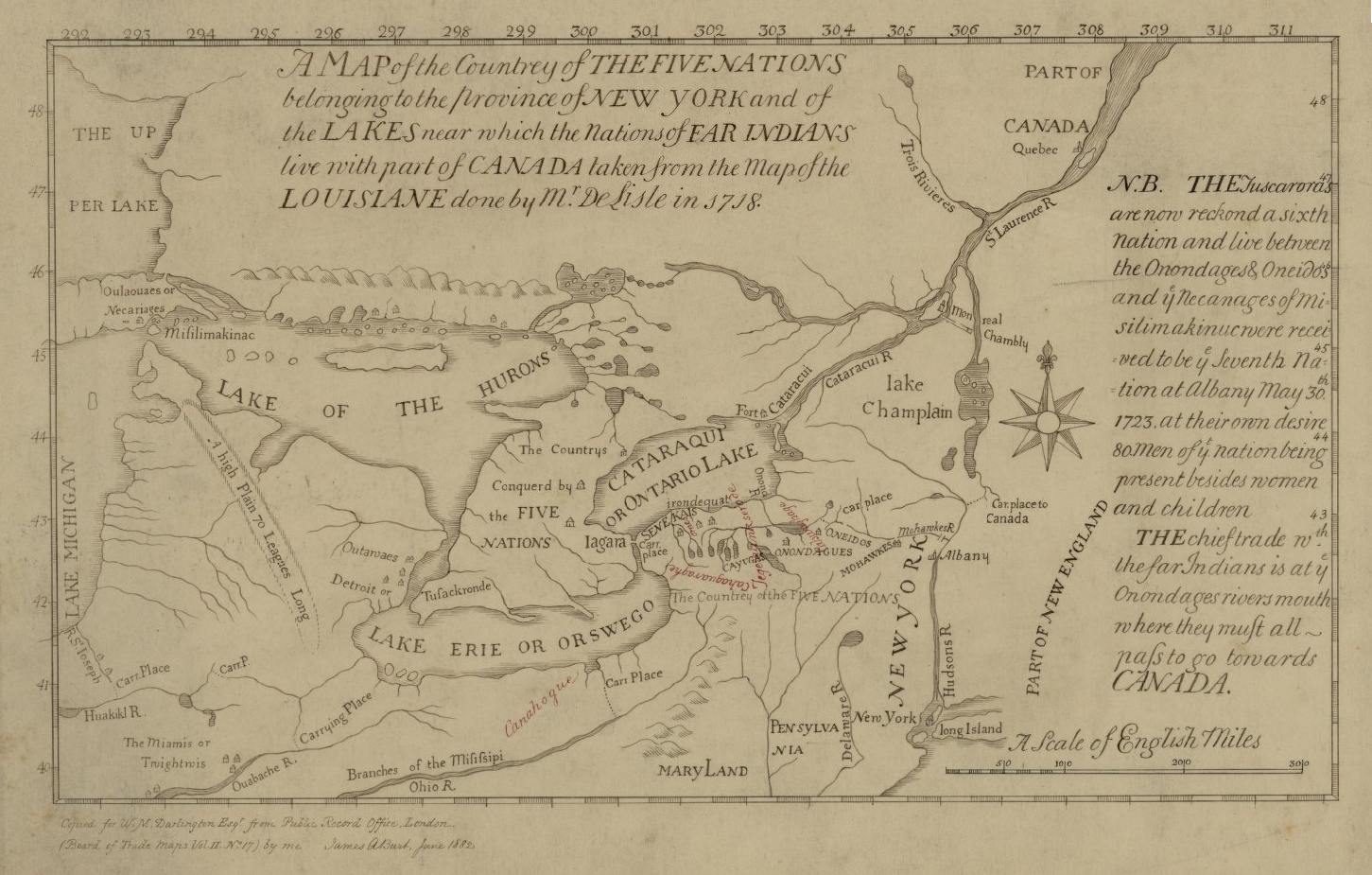
Carte des cinq Nations iroquoises, établies au sud du lac Ontario ou Cataraqui (de la)

Le lac Ontario est connu sous différentes appellations. Louis Hennepin écrit : « Le grand fleuve de St. Laurent tire son origine de ce Lac Ontario , que les Iroquois appellent aussi dans leur langue Skanadario , c'est-à-dire fort beau Lac. »,. Skanadario signifie en langue Wendat, « lac aux eaux étincelantes »[réf. nécessaire].
La Relation des Jésuites (1662-1663) le désigne sous le nom de « Lac Ontario » mais y réfère aussi parfois sous le nom de « grand lac des Iroquois ».
Dans ses Mémoires (publiés en 1703), le baron de Lahontan fait allusion à ce lac qu'il nomme « lac Frontenac », en indiquant que le « lac Herrié » s'y décharge. Ce nom apparaît encore en 1712, sur une carte française réalisée par Jean-Baptiste de Couagne, et présentée au Musée canadien des Civilisations.
On lui appliquait aussi parfois le nom Cataraqui, Katarakui ou Cataracui et Ontarjus.

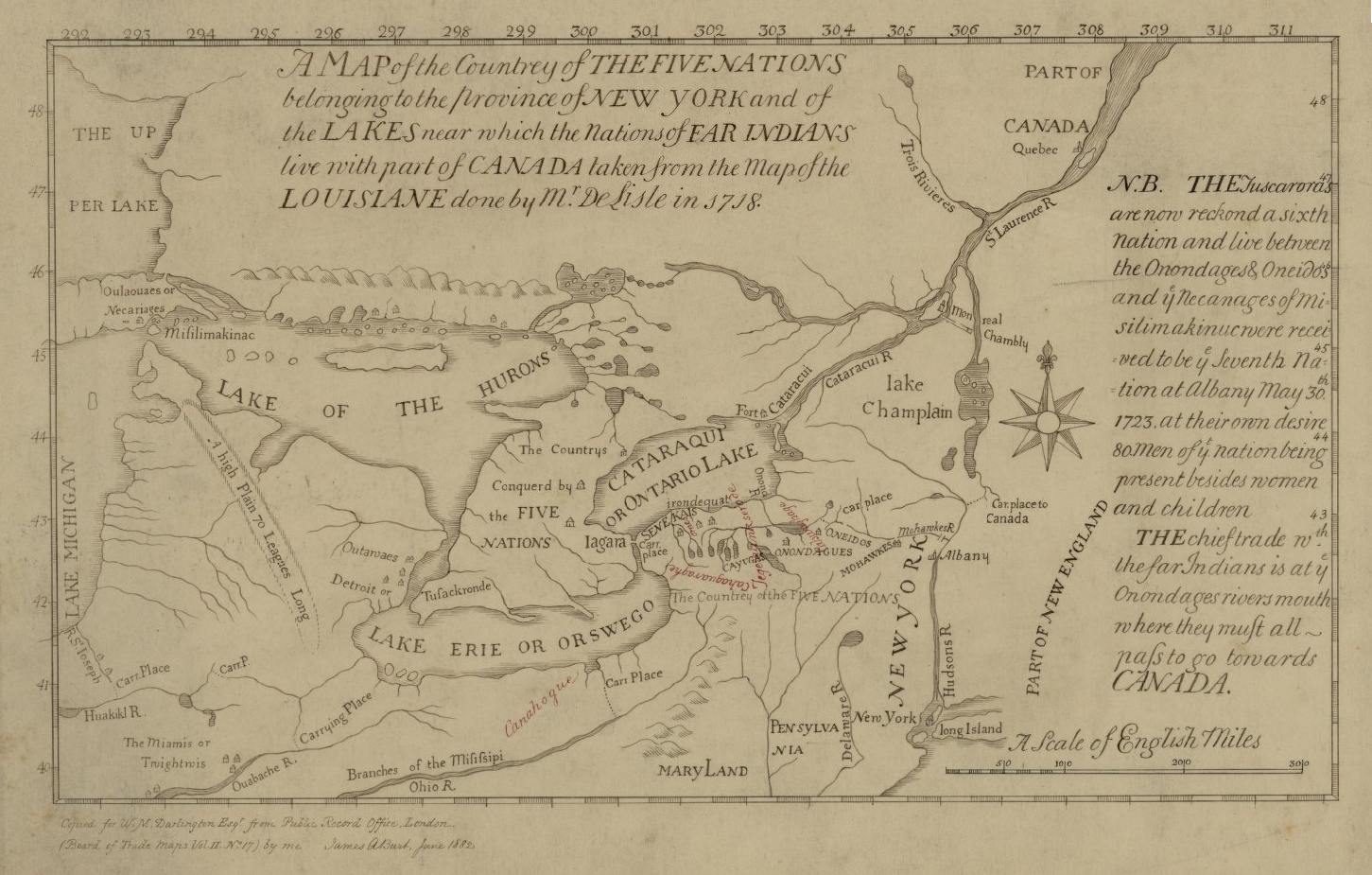
Map of the Country of the Five Nations belonging to the province of New York and of the Lakes near which the Nations of Far Indians live with part of Canada taken from the Map of the Louisiane done 1730. Carte anglaise montrant le lac Ontario ici nommé Cataraqui.

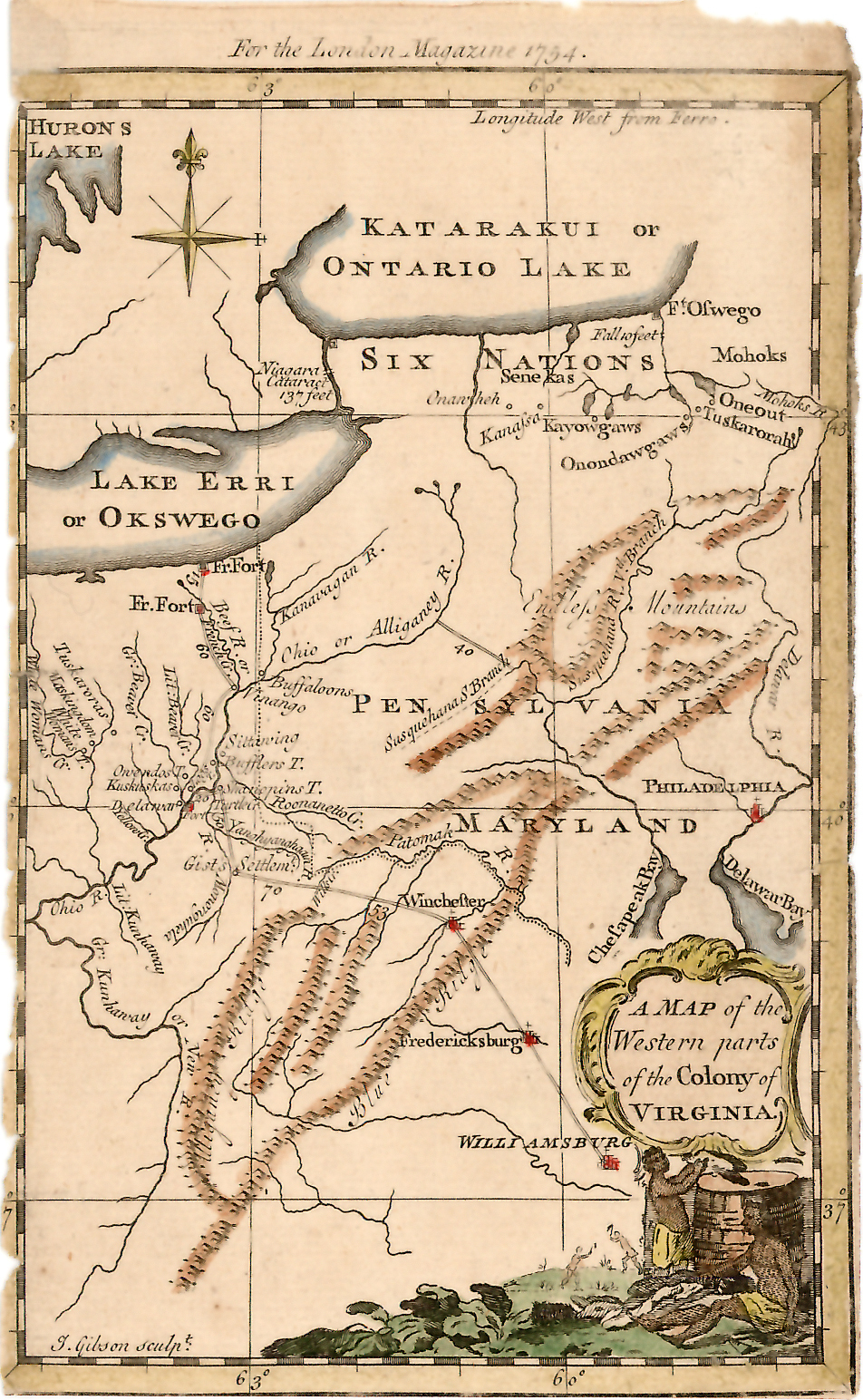
Sur cete carte illustrant les mémoires de Washington, le lac Ontario est dėsigné par Katarakui ou Ontario.

## Environnement

### Faune et flore
On trouve dans le lac plusieurs espèces de poissons dont 158 de poissons d'eau douce et des reptiles aquatiques.
Tout autour se trouvent de nombreuses forêts comportant des arbres à fruits. 

### Utilisation et pollution
Le lac a été l'objet d'une surpêche, par exemple pour l'espèce de l'Esturgeon jaune.
Il sert de pompe à chaleur à la métropole de Toronto, notamment l'été, pour assurer la climatisation de ses immeubles de bureau et celle des habitants.
Anciennement la tribu des amérindiens Onneiouts (une des six nations Iroquoises) vivait autour de ce lac, en Ontario mais aussi dans le Wisconsin et l'État de New-York aux États-Unis, exploitant toutes les ressources naturelles que le lac pouvait leur fournir[réf. nécessaire].

## Galerie

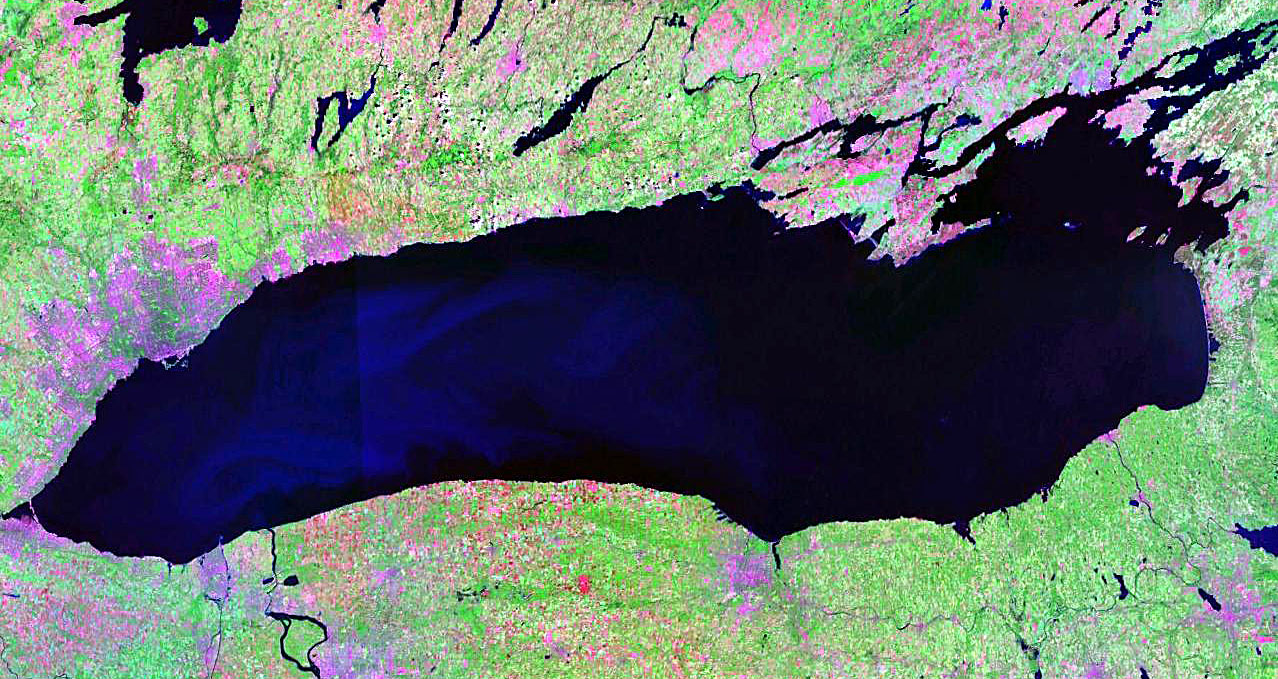
Imagerie de la NASA
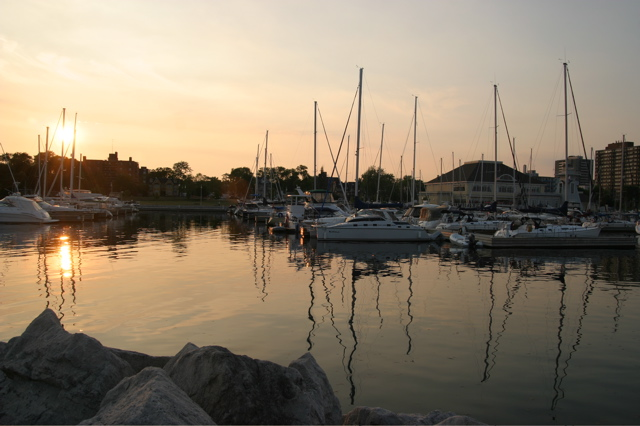
Marina
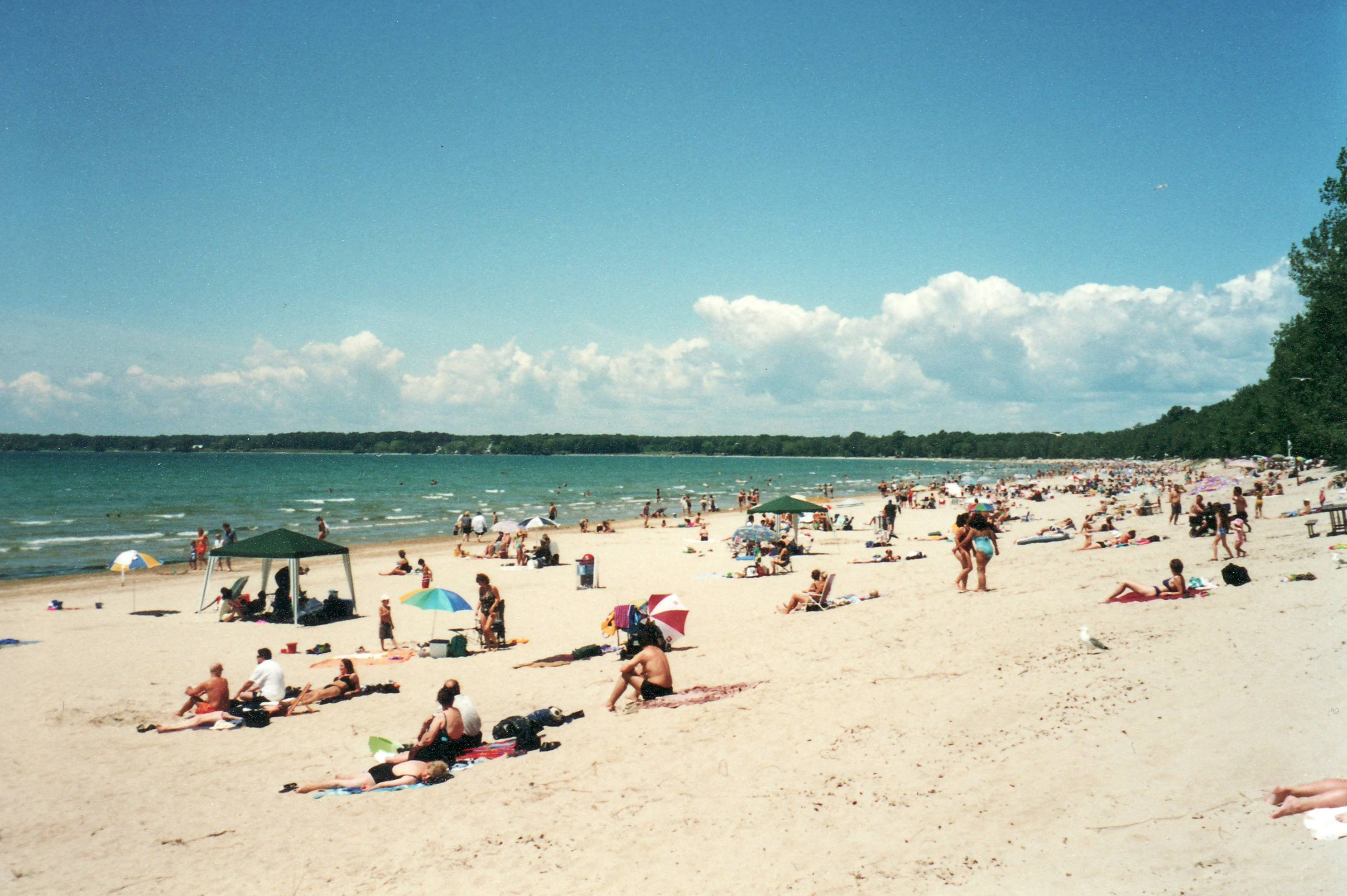
Une plage du lac Ontario